# Manuel do Rosário
Manuel do Rosário est un homme politique santoméen.
Candidat à l'élection présidentielle de 2016, il finit quatrième avec 0,69 % des voix, devant Hélder Barros mais derrière Evaristo Carvalho, Manuel Pinto da Costa et Maria das Neves. Il félicite Carvalho de sa victoire.